# Digitalt udbud
Bygherrekrav nr. 7 stiller krav til digitalt udbud af udførelsesentrepriser.
Bygherren skal gennemføre elektronisk udbud af udførelsesentrepriser samt sikre, at tilbud afgives i elektronisk form. I denne forbindelse skal sikres:
- at alt udbudsmateriale er tilgængeligt på internettet i udbudsperioden
- at udbudsmaterialet tilrettelægges og udformes således, at projektdata i størst muligt omfang kan genbruges elektronisk af efterfølgende aktører i byggeriets processer.

Bygherren skal tilvejebringe internetbaserede faciliteter til brug for modtagelse af tilbud. 
Bygherrekravene er formuleret af en række projektkonsortier i regi af regeringsinitiativet Det Digitale Byggeri, der i 2003 blev iværksat med formålet at digitalisere dansk byggeri.

## Elektronisk udbudsproces
Målet med kravet er at erstatte den papirbaserede udbuds- og tilbudsproces for entrepriser med en elektronisk udbuds- og tilbudsproces. Kravet skal gennemføres af bygherren i dennes udbudsproces over for entreprenørerne, og bygherren skal kræve af de bydende entreprenører, at de afgiver deres tilbud elektronisk.
Bemærk, at betegnelserne elektronisk udbud/tilbud og digitalt udbud/tilbud dækker over det samme, men den formelle korrekte juridiske betegnelse er elektronisk udbud/tilbud.
Herudover er målet med kravet, at rådgiveren skal udarbejde sit udbudsmateriale digitalt og på en sådan måde, at entreprenørerne kan genbruge materialet i størst muligt omfang såvel i tilbudsprocessen som i udførelsen. 

## Historisk
Historisk set blev det første digitale udbud i Danmark gennemført af Byggeweb A/S, Erhvervs- og Byggestyrelsen og Forsvarets Bygningstjeneste i 2005, hvor seks entreprenører skulle hente udbudsmateriale på Byggeweb.dk i forbindelse med et udbud på Flyvestation Karup.